# 봉화산 (남산면)
봉화산(烽火山)은 대한민국 강원특별자치도 춘천시 남산면 강촌리에 있는 높이 487m의 산이다.

## 같이 보기
- 한국의 산